# بنيامين سليد
السير بنيامين سليد البارون السابع (بالإنجليزية: Benjamin Slade)‏ رجل أعمال بريطاني (ولد في لندن يوم 22 مايو من العام 1946) كان عضو في مجلس اللوردات منذ العام 1992 وورث هذا المنصب بعد وفاة والدة، وبنيامين سليد ينحدر من أسرة نبيلة، وهو أحد أحفاد الملك جورج الرابع .